# Bitcasino
Bitcasino es un operador líder de casino liderado por bitcoin con sede en Europa. Bitcasino tiene sus oficinas en Tallin y Malta.

## Historia
Bitcasino fue fundado en enero de 2014 en Estonia por Tim Heath. Bitcasino es parte de Yolo Group y es propiedad de mBet Solutions NV. En 2015 la plataforma lanzó la primera tragamonedas temática de video diseñada para los jugadores de Bitcoin.
En 2018 Bitcasino se asoció con el desarrollador de juegos Gameart.
En mayo de 2020 Bitcasino se asoció con Pioneer Club y The Giving Block para una serie de torneos de póquer benéficos “No Limit Hold'em” de alivio de COVID-19. Además, la empresa apoyó un concierto benéfico virtual organizado por The Giving Block. Bitcasino también lanzó una campaña de recaudación de fondos “Crypto contra COVID-19”. En agosto de 2020 la empresa anunció una asociación con el desarrollador de juegos móviles OneTouch.
En septiembre de 2021 Bitcasino anunció el inicio de la cooperación con la organización de deportes electrónicos Evil Geniuses. En diciembre de 2021 la empresa empezó su cooperación con Paradise Trippies.
En febrero de 2022 la liga de hockey profesional 3ICE empezó a asociar con Bitcasino y se convirtió en el socio oficial de la empresa en Canadá. En junio de 2022 el artista de hip-hop sudafricano Cassper Nyovest se hizo embajador de Bitcasino. En agosto de 2022 la plataforma se asoció con ESTCube-2 para enviar un bitcoin al espacio en 2023.
Bitcasino tiene más de 2800 juegos que incluyen tragamonedas, juegos de mesa y casinos con crupier en vivo.
La plataforma permite realizar transacciones con tales redes de criptomonedas como Bitcoin, Cardano, Ethereum, Litecoin, Ripple, Tron y Tether. Bitcasino está licenciado por Curacao.

## Premios
- 2020 — Mejor campaña de CRM de EGR
- 2020 — Mejor campaña en redes sociales de EGR